# Il titano, storia di Michelangelo
Il titano, storia di Michelangelo (The Titan: Story of Michelangelo) è un documentario su Michelangelo Buonarroti del 1950 risultato dal rimontaggio e risincronizzamento del materiale girato pervenuto, al tempo, da un precedente documentario di Curt Oertel del 1938 (Michelangelo). Il riadattamento fu eseguito dai registi Robert J. Flaherty e Richard Lyford.

## Riconoscimenti
- 1951 - Premio Oscar
  - Miglior Documentario (Robert Snyder)
- 1950 - National Board of Review of Motion Pictures
  - Miglior Film Straniero (Curt Oertel)